# 颱風斯寶 (1995年)
颱風斯寶（英語：Typhoon Sibyl，國際編號：9516，中國大陸編號：9516，聯合颱風警報中心：16W，菲律賓大氣地球物理和天文管理局：Gening）是1995年第三個要令香港懸掛八號烈風或暴風信號的熱帶氣旋。

## 氣象歷史
9月28日，斯寶在馬尼拉之東南偏東約1170公里形成一熱帶低氣壓。它向西北偏西移動，在隨後兩日橫掃菲律賓，對那些島嶼造成嚴重破壞。大雨觸發了山洪暴發、山泥傾瀉及皮納圖博山的泥石流，至少有100人喪生、另有100人失踪、234000人無家可歸。斯寶於10月1日離開菲律賓，進入南海。在10月2日下午達到颱風強度後，斯寶向西北偏西移動，然後在10月3日清晨轉向西北偏北移動。它於當日下午在廣東西岸登陸，並於翌日在內陸消散。

## 影響

### 中國大陸
至少有八人死亡。除了房屋倒塌外，許多道路及橋樑亦遭破壞。超過18萬公頃農田被毀，直接經濟損失估計為13.2億元人民幣。

### 香港
棚架及樹木倒塌壓毀兩部車，無人受傷。
 英屬香港
當地懸掛之最高熱帶氣旋警告信號： 八號東南烈風或暴風信號
在香港，一號戒備信號在10月1日下午5時45分懸掛，當時斯寶集結在香港之東南偏南約720公里。當地大致天晴，吹和緩偏東風。隨着風力增強及開始有狂風驟雨，10月2日斯寶開始穩定向西北移動，天文台預料當日傍晚時會吹強風及有大雨，三號強風信號於下午12時30分懸掛，當時斯寶集結在香港以南460公里。斯寶在下午達到颱風強度，其環流為香港帶來持續降雨及狂風大驟雨，各區風力在黃昏時均達強風程風，沿海間中吹烈風。斯寶當晚向西北偏西移動，天文台指斯寶稍後遠去，毋須懸掛更高信號。但斯寶在10月3日凌晨進一步加強，開始轉向較偏北移動，更加接近本港。黎明時本港各區吹強風至烈風程度東南風，海港亦持續受疾勁偏東強風影響。天文台表示，斯寶整夜徘徊在香港300至350公里，同時預計風勢不會迅速減弱都不影響市民晨早工作。因此，八號東南烈風或暴風信號在早上5時10分懸掛，以警告於狂風引起的烈風在早上繁忙時間影響當地。斯寶雨帶為香港帶來持續狂風驟雨，天文台在早上發出水浸警告及山泥傾瀉警告。隨着早上較後時候風力開始減弱，八號信號在早上11時30分被三號強風信號取代。斯寶在當日下午在廣東西部沿海登陸並強烈熱帶風暴，但下午及傍晚本港各區仍吹強風。隨著斯寶進一步移離香港，本港風力進一步緩和，所有信號在晚上8時45分除下。斯寶於10月3日上午8時左右最接近香港，當時位於香港之西南約290公里。天文台總部在10月3日凌晨3錄得最低瞬時海平面氣氣壓為1003.4百帕斯卡。

斯寶的大風在當地令樹木及棚架倒塌。停在九龍加士居道的三部汽車被一棵塌樹擊中。葵涌石蔭村的一大部分棚架倒塌，無人受傷。大雨亦為新界北部帶來水浸，包括元朗、沙頭角、上水及粉嶺。上水燕崗村的水浸最嚴重，那裡有25人因被水浸圍困由消防員救出。斯寶吹襲下導致約320公頃的農田被淹沒。在各種與風暴相關的事故中，共有14人受傷。

### 澳門
葡屬澳門
當地懸掛之最高熱帶氣旋信號：  八號東北風球 /   八號東南風球
氣象台於10月1日晚上7時懸掛一號風球，10月2日下午1時45分改掛三號風球，隨著風暴迫近澳門，氣象台於10月3日凌晨12時30分改掛八號東北風球，後在凌晨4時改掛八號東南風球。到早上隨著風暴遠離，氣象台於上午11時改掛三號風球，至當天晚上10時除下所有風球。
斯寶吹襲澳門期間，有棚架倒塌，兩車受損和倒塌的樹木，但幸運的是沒有人受傷。

## 熱帶氣旋警告使用紀錄

### 英屬香港
| 皇家香港天文台 熱帶氣旋警告信號 | 皇家香港天文台 熱帶氣旋警告信號 | 皇家香港天文台 熱帶氣旋警告信號 |
| ------------------------------- | ------------------------------- | ------------------------------- |
| 上一熱帶氣旋                    | 一號戒備信號                    | 下一熱帶氣旋                    |
| 颱風萊恩                        | 一號戒備信號                    | 強烈熱帶風暴法蘭基              |
| 颱風肯特                        | 三號強風信號                    | 颱風莎莉                        |
| 颱風黛蒂                        | 八號東南烈風或暴風信號          | 颱風莎莉                        |
| 颱風肯特                        | 八號烈風或暴風信號              | 颱風莎莉                        |

### 葡屬澳門
| 地球物理暨氣象台 熱帶氣旋信號 | 地球物理暨氣象台 熱帶氣旋信號 | 地球物理暨氣象台 熱帶氣旋信號 |
| ----------------------------- | ----------------------------- | ----------------------------- |
| 上一熱帶氣旋                  | 一號風球                      | 下一熱帶氣旋                  |
| 颱風萊恩                      | 一號風球                      | 強烈熱帶風暴法蘭基            |
| 颱風萊恩                      | 三號風球                      | 颱風莎莉                      |
| 強烈熱帶風暴海倫              | 八號東北風球                  | 颱風莎莉                      |
| 颱風黛蒂                      | 八號東南風球                  | 颱風莎莉                      |
| 颱風肯特                      | 八號風球                      | 颱風莎莉                      |

## 外部連結
- （英文）https://web.archive.org/web/20090826230250/http://metocph.nmci.navy.mil/jtwc.php 聯合颱風警報中心首頁
- （繁體中文）http://www.cwb.gov.tw （页面存档备份，存于） 中央氣象局首頁
- （日語）http://www.jma.go.jp/jma/index.html （页面存档备份，存于） 日本氣象廳首頁
- （英文）http://www.pagasa.dost.gov.ph/ （页面存档备份，存于） 菲律賓大氣地球物理和天文管理局首頁
- （繁體中文）http://www.hko.gov.hk （页面存档备份，存于） 香港天文台首頁
- （繁體中文）http://www.smg.gov.mo （页面存档备份，存于） 澳門地球物理暨氣象局首頁